# Muensteroceras
Muensteroceras – rodzaj głowonogów z wymarłej podgromady amonitów, z rzędu Goniatitida.
Żył w okresie karbonu (turnej - wizen).